# Zorzines massuii
Zorzines massuii är en fjärilsart som beskrevs av Inoue 1982. Zorzines massuii ingår i släktet Zorzines och familjen nattflyn. Inga underarter finns listade i Catalogue of Life.